# Iaspis verania
Espèce
Iaspis verania est une espèce d'insectes lépidoptères - ou papillons de la famille des Lycaenidae, sous-famille des Theclinae et du genre Iaspis.

## Dénomination
Iaspis verania a été décrit par William Chapman Hewitson en 1868, sous le nom initial de Thecla verania.

## Description
Iaspis verania est un petit papillon aux antennes et aux pattes annelées de blanc et de noir, avec deux fines queues, une courte et une longue à chaque aile postérieure.
Le dessus du mâle est bleu nuit.
Le revers est gris orné aux ailes antérieures de lignes postmédiane discontinues noires et aux ailes postérieures de taches et de chevrons formant une large bande postmédiane.

## Écologie et distribution
Iaspis verania est présent en Bolivie, en Équateur, au Brésil et en Guyane,,.

### Protection
Pas de statut de protection particulier.